# Gaertnera viminea
Gaertnera viminea är en måreväxtart som beskrevs av Joseph Dalton Hooker och Charles Baron Clarke. Gaertnera viminea ingår i släktet Gaertnera och familjen måreväxter. Inga underarter finns listade i Catalogue of Life.